# Памятник Пушкину в Асмэре
Па́мятник Алекса́ндру Серге́евичу Пу́шкину в городе Асмэра — памятник русскому поэту Александру Пушкину в столице Эритреи, открытый в 2009 году. У основания памятника помещена капсула с землёй с могилы поэта.
Во время открытия памятника на площади (которой за 5 лет назад до этого было присвоено имя Пушкина) собрались тысячи жителей.
Автор нового памятника — московский скульптор Николай Кузнецов-Муромский, который также является автором бюста Пушкина в столице Словении Любляне и монумента в столице Сербии Белграде. Архитекторы — московские зодчие Мария Ожерельева и Михаил Судаков.
Эритрея, наряду с Эфиопией, считает себя родиной предков поэта: в столице Эфиопии памятник Пушкину существует с 2002 года. Произведения русского поэта с того времени вошли в учебную программу средних школ Эритреи.